# Aksel Nõmmela
Aksel Nõmmela (22 d'octubre de 1994) és un ciclista professional estonià.

## Palmarès
- 2011
  - Vencedor d'una etapa al Tour de la regió de Łódź
- 2015
  - Vencedor d'una etapa a l'Essor breton
- 2017
  - Vencedor d'una etapa del Triptyque des Monts et Châteaux
- 2018
  - 1r al Memorial Albert Fauville